# Niels Winkel
Niels Winkel (født 5. august 1939 på Frederiksberg, død 14. marts 2018) var en dansk maler.
Winkel blev uddannet på Kunstakademiet under Egill Jacobsen. Niels Winkel var en af Danmarks førende portrætmalere. Han har udført ca. 100 portrætter af bl.a. ambassadører, bestyrelsesmedlemmer, borgmestre, professorer og instruktører. I portrætterne bliver personen omgivet af referencer til vedkommendes arbejde og liv.